# Corona de lágrimas (série télévisée, 1965)
Pour les articles homonymes, voir Corona de lágrimas.
Corona de lágrimas est une telenovela mexicaine diffusée en 1965 par Telesistema Mexicano.

## Acteurs et personnages
- Prudencia Grifell
- Jorge Lavat
- Enrique del Castillo
- Raúl Meraz
- Evita Muñoz "Chachita"
- Pilar Sen
- Aurora Alvarado

## Autres versions

### Télévision
- Corona de lágrimas (2012)

### Cinéma
- Corona de lágrimas (1968)